# شركة زيلدجيان
شركة أفاديس زيلدجيان (بالإنجليزية: Avedis Zildjian Company)‏ وتعرف باسم زيلدجيان هي شركة أميركية للصنج أسست في القسطنطينية (التي هي مدينة إسطنبول التركية حاليا) على يد الأرمني أفاديس زيلدجيان في القرن السابع عشر. مقرها الآن في مدينة نورويل بولاية ماساتشوستس. ولأن تاريخها يمتد عبر ما يقارب أربعة قرون، شركة زيلدجيان هي من أقدم شركات العالم. زيلدجيان تبيع ولواحق الطبل، مثل أعواد الطبل. هي أكبر شركة مصنعة للصنج في العالم.